# Pierre Deschamps (golfista)
Pierre Émile Deschamps (ur. 25 października 1856 w Neuilly-sur-Seine, zm. 12 października 1923 w Paryżu) – francuski dyplomata i golfista.

## Życiorys
Ukończył studia prawnicze i rozpoczął służbę w dyplomacji. Był asystentem hrabiego Gontaut de Biron podczas kongresu berlińskiego w 1878. Później pracował we francuskich placówkach w Berlinie, Atenach i Petersburgu, gdzie był 1. sekretarzem ambasady. Podczas podróży do Stanów Zjednoczonych zapoznał się z grą w golfa i stał się jej entuzjastą. 
Zajął 10. miejsce w turnieju golfa na igrzyskach olimpijskich w Paryżu w 1900 z wynikiem 231 punktów w dwóch rundach (36 dołków).
W 1901 założył klub Golf de Paris – la Boulie i został jego prezesem. Zorganizował pierwsze mistrzostwa Francji amatorów w 1904, był jednych z założycieli i pierwszym prezesem Union des Golfs de France.

## Źródła
- Philippe Palli, Pierre Deschamps : 1er Président du Golf de Paris & de l’Union des Golfs de France – FFGolf [online], apgf.fr [dostęp 2023-01-09] (fr.).